# Тотоми (провинция)

Провинция Тотоми на карте Японии со старым административным делением (выделена красным).

Провинция Тотоми (яп. 遠江国 тотоми но куни, «Страна Тотоми» или 遠州 энсю:, «провинция Тотоми») — историческая провинция Японии в регионе Тюбу в центре острова Хонсю. Соответствует западной части префектуры Сидзуока.

## История
Провинция Тотоми была образована в VII веке. Её административный центр находился в современном городе Ивата.
С XIII века до середины XIV века провинцией Тотоми руководил род Ходзё, фактический лидер Камакурского сёгуната. После образования сёгуната Муромати в 1338 году губернатором провинции был назначен род Сиба. Он не имел авторитета среди местной знати, поэтому реальную власть в этих землях захватил род Имагава, владелец соседней провинции Суруга. Со второй половины XVI века провинция Тотоми перешла к Токугаве Иэясу.
В период Эдо (1603—1867) провинция Тотоми была разбита на четыре владения хан, самые крупные из которых принадлежали роду Ота и давним вассалам сёгунов Токугава. В этот период провинция прославилась как место производства наилучшего японского чая.
В результате дополнительных административных реформ в 1876 году провинция Тотоми вошла в состав префектуры Сидзуока.

## Уезды провинции Тотоми
- Аратама (яп. 麁玉郡)
- Ивата (яп. 磐田郡)
- Инаса (яп. 引佐郡)
- Кито (яп. 城東郡)
- Нагаками (яп. 長上郡)
- Сюти (яп. 周智郡)
- Сая (яп. 佐野郡)
- Тоёда (яп. 豊田郡)
- Фути (яп. 敷知郡)
- Хаибара (яп. 榛原郡)
- Хамана (яп. 浜名郡)
- Ямана (яп. 山名郡)